# Goncelin
 Goncelin  es una población y comuna francesa, en la región de Ródano-Alpes, departamento de Isère, en el distrito de Grenoble y cantón de Goncelin.

## Demografía
| 884 | 1136 | 1506 | 1467 | 1771 | 1937 |
| Para los censos de 1962 a 1999 la población legal corresponde a la población sin duplicidades (Fuente: INSEE [Consultar]) |      |      |      |      |      |